# 大宮門街
大宮門街（おおみやかどまち）は、埼玉県さいたま市大宮区大門町（大宮駅東口）にある業務・商業複合施設である。

## 概要
大宮中央デパート跡地における複合施設で、低層階を商業施設（大宮門街EAST/大宮門街WEST〈大宮中央デパートが管理・運営〉）、高層階をオフィスエリア（大宮門街SQUARE）とし、これにさいたま市民会館おおみや（RaiBoC Hall〈レイボックホール〉）が入居する官民複合の再開発事業「大宮駅東口大門町2丁目中地区市街地再開発事業」として、2022年4月に開業した。テナントとしては、みずほ銀行（位置的には旧富士銀行大宮支店の跡地となる区画に入居）、スーパーマーケット（ザ・ガーデン自由が丘→2024年3月末に閉店）、コンビニ（ローソン）、医療クリニックなどが入居し、オフィスエリアのテナントとしては、郵便局（大宮大門町郵便局）、ハイデイ日高本社、全国生活協同組合連合会本部などが入居している。
名前の由来は、門前町、大宮、大門、氷川参道という土地の歴史と特徴が凝縮されており、首都圏の北の玄関口となる大宮駅から、緑豊かな氷川神社の参道へ続く『門』の役目をもち、大宮で暮らし、働き、楽しむための色々な施設が集まった、ひとつの『街』のような存在でありたいという想いを込めたものである。

## 交通アクセス
- 大宮駅東口徒歩3分

## 周辺施設
- 高島屋大宮店
- 大宮RAKUUN